# فاسيلي كوماروف
فاسيلي كوماروف (من مواليد 1 يناير 1871- 18 يونيو 1923) كان قاتلًا متسلسلًا روسيًا ، أدين بقتل 33 شخصًا في موسكو بين عامي 1921 و1923. كان كوماروف أحد أقدم القتلة المتسلسلين المعروفين في الاتحاد السوفييتي، وكان تاجر خيول قتل ما لا يقل عن 33 زبونًا في الإسطبل المجاور لمنزله، وتم إعدامه في 18 يونيو 1923.

## خلفية
وُلِد فاسيلي تيرينتيفيتش بتروف عام 1871 لعائلة فقيرة كبيرة في محافظة فيتيبسك، الإمبراطورية الروسية . عانى العديد من أفراد عائلة بتروف من إدمان الكحول، وبدأ في الشرب في سن الخامسة عشرة. كان بيتروف قد التحق بالجيش الروسي لمدة 4 سنوات، وفي سن 28 تزوج. في عام 1904، أثناء الحرب الروسية اليابانية، سافر بتروف إلى الشرق الأقصى حيث تمكن من كسب ثروة صغيرة، لكنه سرعان ما بدد المال. وحُكم على بتروف بالسجن لمدة عام بتهمة سرقة مستودع عسكري، وأثناء قضاء عقوبته توفيت زوجته بالكوليرا. بعد إطلاق سراحه، استقر في ريغا (الآن في لاتفيا ) حيث تزوج من أرملة بولندية تدعى صوفيا، ورزق منها بطفلين. كان بتروف، الذي لا يزال مدمنًا على الكحول، يضرب زوجته وأطفاله في كثير من الأحيان.
في عام 1915، أثناء الحرب العالمية الأولى عندما دخلت قوات الإمبراطورية الألمانية بحر البلطيق ، انتقل بيتروف وعائلته إلى منطقة الفولغا في روسيا. عندما بدأت الإمبراطورية الروسية في الانهيار عام 1917، انضم بتروف إلى الجيش الأحمر أثناء ثورة أكتوبر ، وتعلم القراءة والكتابة وترقى إلى منصب قائد فصيلة . أثناء القتال في الحرب الأهلية الروسية، تم القبض عليه من قبل قوات الجيش الأبيض للجنرال دينيكين. تمكن بتروف من الفرار، ولكن لتجنب حكم المحكمة العسكرية الثورية قام بتغيير اسمه إلى فاسيلي إيفانوفيتش كوماروف أو تهجئ بالتناوب كوماروف، وفي عام 1920 انتقل إلى موسكو مع عائلته. استقر فاسيلي كوماروف في شارع شابولوفكا رقم 26، حيث بدأ العمل كسائق عربة وتاجر خيول ، بالإضافة إلى استمراره في السرقة .

## جرائم القتل
في فبراير/شباط 1921، عندما أعلن فلاديمير لينين السياسة الاقتصادية الجديدة التي سمحت بالمشاريع الخاصة، بدأ فاسيلي كوماروف في ارتكاب أولى جرائم القتل. كانت جميع عمليات القتل تتم وفق صيغة واحدة: تعرف كوماروف على عميل أراد شراء حصان، حيث أحضره إلى منزله وقدَّم له الفودكا. كان يتم قتل الضحية بمطرقة أو في بعض الأحيان يتم قطع حلقه، وبعد ذلك يتم وضع الجثة في كيس ثم إخفاؤها حول المنزل، أو دفنها تحت الأرض، أو إلقاؤها في نهر موسكو . وفي العام التالي، علمت زوجة كوماروف، صوفيا، بجرائم القتل، لكنها تعاملت معها بهدوء، وبدأت تشارك بنفسها في عمليات القتل. في عام 1921 ارتكب ما لا يقل عن 17 جريمة قتل، وفي العامين التاليين ارتكب ما لا يقل عن 12 جريمة قتل، على الرغم من أنه اعترف فيما بعد بارتكاب 33 جريمة قتل.
بدأت الشرطة تلاحظ سلسلة من جرائم القتل بدأت تحدث في أنحاء موسكو عندما تم اكتشاف جثث 21 رجلاً بعد التخلص منها في أكياس قمامة كل يوم خميس أو سبت، مما دفع الشرطة إلى إجراء تحقيق لمدة عامين. كان كوماروف معروفًا بأنه رجل سعيد في زواجه، لكن المقربين من العائلة كانوا يعرفون أنه كان مسيئًا للغاية، وقد حاول ذات مرة قتل ابنه البالغ من العمر ثماني سنوات. بدأ المتفرجون في السوق حيث كان يذهب لبيع خيوله يلاحظون أنه يأتي كل يوم أربعاء وجمعة، وفي كثير من الأحيان دون أن يحضر معه حصانًا، ويغادر دائمًا تقريبًا ومعه زبون.

## الاعتقال والإدانة
في أوائل عام 1923، زارت الشرطة منزل كوماروف في الأصل بتهمة تعاطي الكحول غير المشروع ، ولكن أثناء تفتيش اسطبلهم اكتشفوا ضحيته الأخيرة تحت كومة من القش . تمكن كوماروف من التهرب من الشرطة بالقفز من النافذة، ولكن في 18 مارس 1923، تم القبض عليه في منطقة موسكو. أثناء خضوعه للاستجواب من قبل الشرطة، اعترف بقتل 33 رجلاً، بقدر ما يتذكر، كانوا يبحثون عن شراء أحد خيوله. وقد لوحظت السرقة كدافع وراء جرائم القتل، على الرغم من أن المبلغ الإجمالي الذي كسبه من جميع جرائم القتل التي ارتكبها كان منخفضًا للغاية. بعد اعترافه بجرائمه، قاد كوماروف الشرطة إلى الأماكن التي تخلص فيها من الجثث. تم العثور على 6 فقط من الـ12 المتبقية. وعندما سُئل عن جرائمه، وصف القتل بأنه "عمل سهل للغاية". وأثناء وجوده في السجن، حاول الانتحار ثلاث مرات. وأدينت زوجته صوفيا أيضًا بتهمة القتل، حيث خلصت الشرطة إلى أنه من المستحيل ألا تكون على علم بما كان يفعله زوجها داخل الإسطبل المجاور لمنزلهما. أظهر الفحص النفسي الشرعي أن كوماروف عاقل، على الرغم من أنه اعترف بأنه مدمن كحول ومنحط ومختل عقليًا .
حُكم على كوماروف وصوفيا بالإعدام وتم إعدامهما رمياً بالرصاص في موسكو في 18 يونيو 1923.

## المراحع
1. ↑  "Комаров, Василий Иванович. Маньяки и серийные убийцы". مؤرشف من الأصل في 2010-04-22. اطلع عليه بتاريخ 2023-07-01.